# Glyphodes ectargyralis
Glyphodes ectargyralis là một loài bướm đêm trong họ Crambidae.